# أندي إيدي
أندي إيدي (بالإنجليزية: Andy Eddy)‏ هو صحفي أمريكي، ولد في 30 يناير 1958.